# Górnik Łęczna
Il Górnik Łęczna (nome ufficiale Górnik Łęczna Spółka Akcyjna) è una società calcistica polacca con sede nella città di Łęczna. Milita in I liga, la seconda serie del campionato polacco di calcio.

## Storia
Fondato nel 1979 da lavoratori delle miniere di carbone come sezione calcistica della polisportiva GKS Górnik Łęczna, si è staccato da quest'ultima alla fine del 2006 e nel febbraio 2011 ha cambiato il proprio nome da "Górnik Łęczna" a "Bogdanka". Il 23 luglio 2013 la squadra è ritornata al nome "Górnik Łęczna".
Ha militato varie volte nella massima serie polacca, la Ekstraklasa. Nel 2008 fu retrocessa nella I liga a causa di un grande scandalo di corruzione che vide protagoniste questa squadra e l'Arka Gdynia. La squadra ha militato inoltre nella II liga, ovvero la terza serie in Polonia.

## Palmarès

### Competizioni nazionali
- II liga: 1

2019-2020

### Altri piazzamenti
- Campionato polacco di seconda divisione:

Secondo posto: 2013-2014
Terzo posto: 1999-2000
- Coppa di Polonia:

Semifinalista: 2022-2023

## Statistiche e record

### Partecipazione ai campionati
| Livello | Categoria   | Partecipazioni | Debutto   | Ultima stagione | Totale |
| ------- | ----------- | -------------- | --------- | --------------- | ------ |
| 1º      | I liga      | 4              | 2003-2004 | 2006-2007       | 7      |
| 1º      | Ekstraklasa | 3              | 2014-2015 | 2016-2017       | 7      |
| 2º      | II liga     | 8              | 1988-1989 | 2002-2003       | 15     |
| 2º      | I liga      | 7              | 2008-2009 | 2017-2018       | 15     |
| 3º      | III liga    | 12             | 1984-1985 | 2007-2008       | 13     |
| 3º      | II liga     | 1              | 2018-2019 | 2018-2019       | 13     |

## Organico

### Rosa 2023-2024
Rosa aggiornata al 26 gennaio 2024
| N. |                    | Ruolo | Calciatore          |
| -- | ------------------ | ----- | ------------------- |
| 2  | Polonia (bandiera) | D     | Tomasz Midzierski   |
| 3  | Brasile (bandiera) | D     | Leandro             |
| 5  | Polonia (bandiera) | D     | Kamil Pajnowski     |
| 6  | Polonia (bandiera) | C     | Janusz Gol          |
| 8  | Polonia (bandiera) | C     | Szymon Drewniak     |
| 12 | Polonia (bandiera) | P     | Tomasz Wozniak      |
| 13 | Polonia (bandiera) | C     | Marcel Wędrychowski |
| 16 | Polonia (bandiera) | D     | Michal Krol         |
| 17 | Polonia (bandiera) | C     | Łukasz Szramowski   |
| 18 | Polonia (bandiera) | A     | Bartosz Śpiączka    |
| 19 | Polonia (bandiera) | A     | Przemysław Banaszak |
| 20 | Polonia (bandiera) | D     | Bartosz Rymaniak    |
| 21 | Polonia (bandiera) | D     | Kryspin Szcześniak  |
| 22 | Ucraina (bandiera) | C     | Sergiy Krykun       |

| N. |                    | Ruolo | Calciatore             |
| -- | ------------------ | ----- | ---------------------- |
| 23 | Polonia (bandiera) | C     | Bartłomiej Kalinkowski |
| 24 | Polonia (bandiera) | C     | Michał Goliński        |
| 27 | Polonia (bandiera) | C     | Michał Mak             |
| 29 | Polonia (bandiera) | D     | Daniel Dziwniel        |
| 30 | Polonia (bandiera) | P     | Jakub Nowaczek         |
| 32 | Spagna (bandiera)  | D     | Jonathan de Amo        |
| 33 | Polonia (bandiera) | P     | Maciej Gostomski       |
| 35 | Brasile (bandiera) | D     | Gerson                 |
| 44 | Polonia (bandiera) | P     | Adrian Kostrzewski     |
| 49 | Spagna (bandiera)  | D     | Rubén Lobato           |
| 70 | Belgio (bandiera)  | C     | Jason Lokilo           |
| 77 | Polonia (bandiera) | C     | Damian Gąska           |
| 88 | Spagna (bandiera)  | C     | Álex Serrano           |
| 93 | Polonia (bandiera) | C     | Dawid Tkacz            |

### Rosa 2022-2023
Rosa aggiornata al 31 marzo 2023
| N. |                    | Ruolo | Calciatore          |
| -- | ------------------ | ----- | ------------------- |
| 2  | Polonia (bandiera) | D     | Tomasz Midzierski   |
| 3  | Brasile (bandiera) | D     | Leandro             |
| 5  | Polonia (bandiera) | D     | Kamil Pajnowski     |
| 6  | Polonia (bandiera) | C     | Janusz Gol          |
| 8  | Polonia (bandiera) | C     | Szymon Drewniak     |
| 12 | Polonia (bandiera) | P     | Tomasz Wozniak      |
| 13 | Polonia (bandiera) | C     | Marcel Wędrychowski |
| 16 | Polonia (bandiera) | D     | Michal Krol         |
| 17 | Polonia (bandiera) | C     | Łukasz Szramowski   |
| 18 | Polonia (bandiera) | A     | Bartosz Śpiączka    |
| 19 | Polonia (bandiera) | A     | Przemysław Banaszak |
| 20 | Polonia (bandiera) | D     | Bartosz Rymaniak    |
| 21 | Polonia (bandiera) | D     | Kryspin Szcześniak  |
| 22 | Ucraina (bandiera) | C     | Sergiy Krykun       |

| N. |                    | Ruolo | Calciatore             |
| -- | ------------------ | ----- | ---------------------- |
| 23 | Polonia (bandiera) | C     | Bartłomiej Kalinkowski |
| 24 | Polonia (bandiera) | C     | Michał Goliński        |
| 27 | Polonia (bandiera) | C     | Michał Mak             |
| 29 | Polonia (bandiera) | D     | Daniel Dziwniel        |
| 30 | Polonia (bandiera) | P     | Jakub Nowaczek         |
| 32 | Spagna (bandiera)  | D     | Jonathan de Amo        |
| 33 | Polonia (bandiera) | P     | Maciej Gostomski       |
| 35 | Brasile (bandiera) | D     | Gerson                 |
| 44 | Polonia (bandiera) | P     | Adrian Kostrzewski     |
| 49 | Spagna (bandiera)  | D     | Rubén Lobato           |
| 70 | Belgio (bandiera)  | C     | Jason Lokilo           |
| 77 | Polonia (bandiera) | C     | Damian Gąska           |
| 88 | Spagna (bandiera)  | C     | Álex Serrano           |
| 93 | Polonia (bandiera) | C     | Dawid Tkacz            |

### Rosa 2021-2022
Rosa aggiornata al 6 marzo 2022
| N. |                    | Ruolo | Calciatore          |
| -- | ------------------ | ----- | ------------------- |
| 2  | Polonia (bandiera) | D     | Tomasz Midzierski   |
| 3  | Brasile (bandiera) | D     | Leandro             |
| 5  | Polonia (bandiera) | D     | Kamil Pajnowski     |
| 6  | Polonia (bandiera) | C     | Janusz Gol          |
| 8  | Polonia (bandiera) | C     | Szymon Drewniak     |
| 12 | Polonia (bandiera) | P     | Tomasz Wozniak      |
| 13 | Polonia (bandiera) | C     | Marcel Wędrychowski |
| 16 | Polonia (bandiera) | D     | Michal Krol         |
| 17 | Polonia (bandiera) | C     | Łukasz Szramowski   |
| 18 | Polonia (bandiera) | A     | Bartosz Śpiączka    |
| 19 | Polonia (bandiera) | A     | Przemysław Banaszak |
| 20 | Polonia (bandiera) | D     | Bartosz Rymaniak    |
| 21 | Polonia (bandiera) | D     | Kryspin Szcześniak  |
| 22 | Ucraina (bandiera) | C     | Sergiy Krykun       |

| N. |                    | Ruolo | Calciatore             |
| -- | ------------------ | ----- | ---------------------- |
| 23 | Polonia (bandiera) | C     | Bartłomiej Kalinkowski |
| 24 | Polonia (bandiera) | C     | Michał Goliński        |
| 27 | Polonia (bandiera) | C     | Michał Mak             |
| 29 | Polonia (bandiera) | D     | Daniel Dziwniel        |
| 30 | Polonia (bandiera) | P     | Jakub Nowaczek         |
| 32 | Spagna (bandiera)  | D     | Jonathan de Amo        |
| 33 | Polonia (bandiera) | P     | Maciej Gostomski       |
| 35 | Brasile (bandiera) | D     | Gerson                 |
| 44 | Polonia (bandiera) | P     | Adrian Kostrzewski     |
| 49 | Spagna (bandiera)  | D     | Rubén Lobato           |
| 70 | Belgio (bandiera)  | C     | Jason Lokilo           |
| 77 | Polonia (bandiera) | C     | Damian Gąska           |
| 88 | Spagna (bandiera)  | C     | Álex Serrano           |
| 93 | Polonia (bandiera) | C     | Dawid Tkacz            |

### Rosa 2017-2018
Rosa aggiornata al 3 settembre 2017
| N. |                    | Ruolo | Calciatore        |
| -- | ------------------ | ----- | ----------------- |
| 1  | Polonia (bandiera) | P     | Patryk Rojek      |
| 2  | Polonia (bandiera) | D     | Jakub Jaroszynski |
| 3  | Polonia (bandiera) | D     | Aleksander Komor  |
| 4  | Serbia (bandiera)  | C     | Veljko Nikitović  |
| 5  | Polonia (bandiera) | C     | Łukasz Tymiński   |
| 6  | Polonia (bandiera) | D     | Paweł Sasin       |
| 7  | Polonia (bandiera) | C     | Tomasz Nowak      |
| 8  | Polonia (bandiera) | C     | Grzegorz Piesio   |
| 10 | Polonia (bandiera) | A     | Jakub Świerczok   |
| 13 | Polonia (bandiera) | P     | Dominik Mucha     |
| 15 | Polonia (bandiera) | C     | Grzegorz Bonin    |
| 17 | Polonia (bandiera) | C     | Radosław Pruchnik |
| 18 | Polonia (bandiera) | A     | Bartosz Śpiączka  |

| N. |                       | Ruolo | Calciatore          |
| -- | --------------------- | ----- | ------------------- |
| 19 | Polonia (bandiera)    | C     | Kamil Poźniak       |
| 20 | Slovacchia (bandiera) | D     | Lukáš Bielák        |
| 22 | Polonia (bandiera)    | D     | Łukasz Mierzejewski |
| 23 | Polonia (bandiera)    | D     | Maciej Szmatiuk     |
| 24 | Croazia (bandiera)    | D     | Tomislav Božić      |
| 25 | Polonia (bandiera)    | D     | Marcin Kalkowski    |
| 27 | Polonia (bandiera)    | D     | Adrian Basta        |
| 40 | Polonia (bandiera)    | D     | Jan Bednarek        |
| 45 | Polonia (bandiera)    | A     | Przemysław Pitry    |
| 79 | Polonia (bandiera)    | P     | Sergiusz Prusak     |
|    | Spagna (bandiera)     | C     | Marquitos           |
|    | Polonia (bandiera)    | P     | Pawel Socha         |

### Rosa 2015-2016
Rosa aggiornata al 19 gennaio 2016
| N. |                    | Ruolo | Calciatore        |
| -- | ------------------ | ----- | ----------------- |
| 1  | Croazia (bandiera) | P     | Silvio Rodić      |
| 2  | Brasile (bandiera) | D     | Leândro           |
| 3  | Polonia (bandiera) | D     | Sebastian Kopeć   |
| 4  | Serbia (bandiera)  | C     | Veljko Nikitović  |
| 5  | Polonia (bandiera) | C     | Łukasz Tymiński   |
| 6  | Polonia (bandiera) | D     | Paweł Sasin       |
| 7  | Polonia (bandiera) | C     | Tomasz Nowak      |
| 8  | Polonia (bandiera) | C     | Grzegorz Piesio   |
| 10 | Polonia (bandiera) | A     | Jakub Świerczok   |
| 13 | Polonia (bandiera) | P     | Dominik Mucha     |
| 15 | Polonia (bandiera) | C     | Grzegorz Bonin    |
| 17 | Polonia (bandiera) | C     | Radosław Pruchnik |
| 18 | Polonia (bandiera) | A     | Bartosz Śpiączka  |

| N. |                       | Ruolo | Calciatore          |
| -- | --------------------- | ----- | ------------------- |
| 19 | Polonia (bandiera)    | C     | Kamil Poźniak       |
| 20 | Slovacchia (bandiera) | D     | Lukáš Bielák        |
| 22 | Polonia (bandiera)    | D     | Łukasz Mierzejewski |
| 23 | Polonia (bandiera)    | D     | Maciej Szmatiuk     |
| 24 | Croazia (bandiera)    | D     | Tomislav Božić      |
| 25 | Polonia (bandiera)    | D     | Marcin Kalkowski    |
| 27 | Polonia (bandiera)    | D     | Adrian Basta        |
| 40 | Polonia (bandiera)    | D     | Jan Bednarek        |
| 45 | Polonia (bandiera)    | A     | Przemysław Pitry    |
| 79 | Polonia (bandiera)    | P     | Sergiusz Prusak     |
|    | Spagna (bandiera)     | C     | Marquitos           |
|    | Polonia (bandiera)    | P     | Pawel Socha         |

### Rosa 2014-2015
Rosa aggiornata all'8 novembre 2014.
| N. |                       | Ruolo | Calciatore             |
| -- | --------------------- | ----- | ---------------------- |
| 1  | Croazia (bandiera)    | P     | Silvio Rodić           |
| 2  | Slovacchia (bandiera) | D     | Patrik Mráz            |
| 4  | Serbia (bandiera)     | C     | Veljko Nikitović       |
| 6  | Polonia (bandiera)    | C     | Patryk Burzynski       |
| 7  | Polonia (bandiera)    | C     | Tomasz Nowak           |
| 9  | Polonia (bandiera)    | A     | Sebastian Szałachowski |
| 10 | Polonia (bandiera)    | A     | Paweł Buzała           |
| 11 | Lituania (bandiera)   | A     | Fiodor Černych         |
| 13 | Polonia (bandiera)    | P     | Paweł Socha            |
| 15 | Polonia (bandiera)    | C     | Grzegorz Bonin         |
| 16 | Svezia (bandiera)     | A     | Shpëtim Hasani         |
| 17 | Polonia (bandiera)    | C     | Radosław Pruchnik      |

| N. |                       | Ruolo | Calciatore             |
| -- | --------------------- | ----- | ---------------------- |
| 18 | Polonia (bandiera)    | C     | Przemysław Kaźmierczak |
| 19 | Slovacchia (bandiera) | C     | Miroslav Božok         |
| 20 | Slovacchia (bandiera) | D     | Lukáš Bielák           |
| 21 | Polonia (bandiera)    | D     | Bartosz Wiązowski      |
| 22 | Polonia (bandiera)    | D     | Łukasz Mierzejewski    |
| 23 | Polonia (bandiera)    | D     | Maciej Szmatiuk        |
| 24 | Croazia (bandiera)    | D     | Tomislav Božić         |
| 25 | Polonia (bandiera)    | C     | Filip Burkhardt        |
| 44 | Lettonia (bandiera)   | C     | Nikolajs Kozačuks      |
| 79 | Polonia (bandiera)    | P     | Sergiusz Prusak        |
| 92 | Polonia (bandiera)    | C     | Michal Zuber           |